# Westufer Steinhuder Meer
Das Westufer Steinhuder Meer ist ein Naturschutzgebiet in den niedersächsischen Städten Neustadt am Rübenberge und Wunstorf in der Region Hannover und der Stadt Rehburg-Loccum im Landkreis Nienburg/Weser.

## Allgemeines
Das Naturschutzgebiet mit dem Kennzeichen NSG HA 60 ist circa 663 Hektar groß. Davon entfallen circa 637 Hektar auf die Region Hannover und circa 26 Hektar auf den Landkreis Nienburg/Weser. Das Naturschutzgebiet ist zu einem großen Teil Bestandteil des FFH-Gebietes „Steinhuder Meer (mit Randbereichen)“ und vollständig Bestandteil des EU-Vogelschutzgebietes „Steinhuder Meer“. Die ehemaligen Naturschutzgebiete „Meerbruch“ und „Hagenburger Moor“ gingen im neu ausgewiesenen Naturschutzgebiet ebenso auf wie Teile des Landschaftsschutzgebietes „Seefläche Steinhuder Meer“. Das Naturschutzgebiet grenzt im Nordwesten, Westen und Süden an das Naturschutzgebiet „Meerbruchswiesen“ sowie bis auf kurze Abschnitte in Mardorf, wo es direkt an die Wohnbebauung des Ortes bzw. eine Wochenendhaussiedlung grenzt, an das Landschaftsschutzgebiet „Seefläche Steinhuder Meer“. Das Gebiet steht seit dem 10. Dezember 2020 unter Naturschutz. Zuständige untere Naturschutzbehörden sind die Region Hannover und der Landkreis Nienburg/Weser.

## Beschreibung
Das Naturschutzgebiet liegt am Westufer des Steinhuder Meeres im Naturpark Steinhuder Meer. Es umfasst den Uferbereich des Steinhuder Meeres und landseitig anschließende Bereiche sowie einen Streifen der vor dem Ufer liegenden Wasserfläche des Steinhuder Meeres.
Die Uferzone des Steinhuder Meeres wird im Bereich des Naturschutzgebietes von einem Bruchwaldsaum aus Weiden und Erlen geprägt, dem eine Verlandungszone vorgelagert ist. Landseitig schließen sich an die Bruchwälder großflächige Seggensümpfe und Röhrichte sowie Hochstaudenfluren und nasse Grünländer auf durch Verlandungsprozesse des Steinhuder Meeres entstandenen Niedermoorböden an. Zusammen bilden diese den Meerbruch, in den zahlreiche Stillgewässer eingebettet sind. Östlich von Rehburg durchfließt der Steinhuder Meerbach das Naturschutzgebiet.

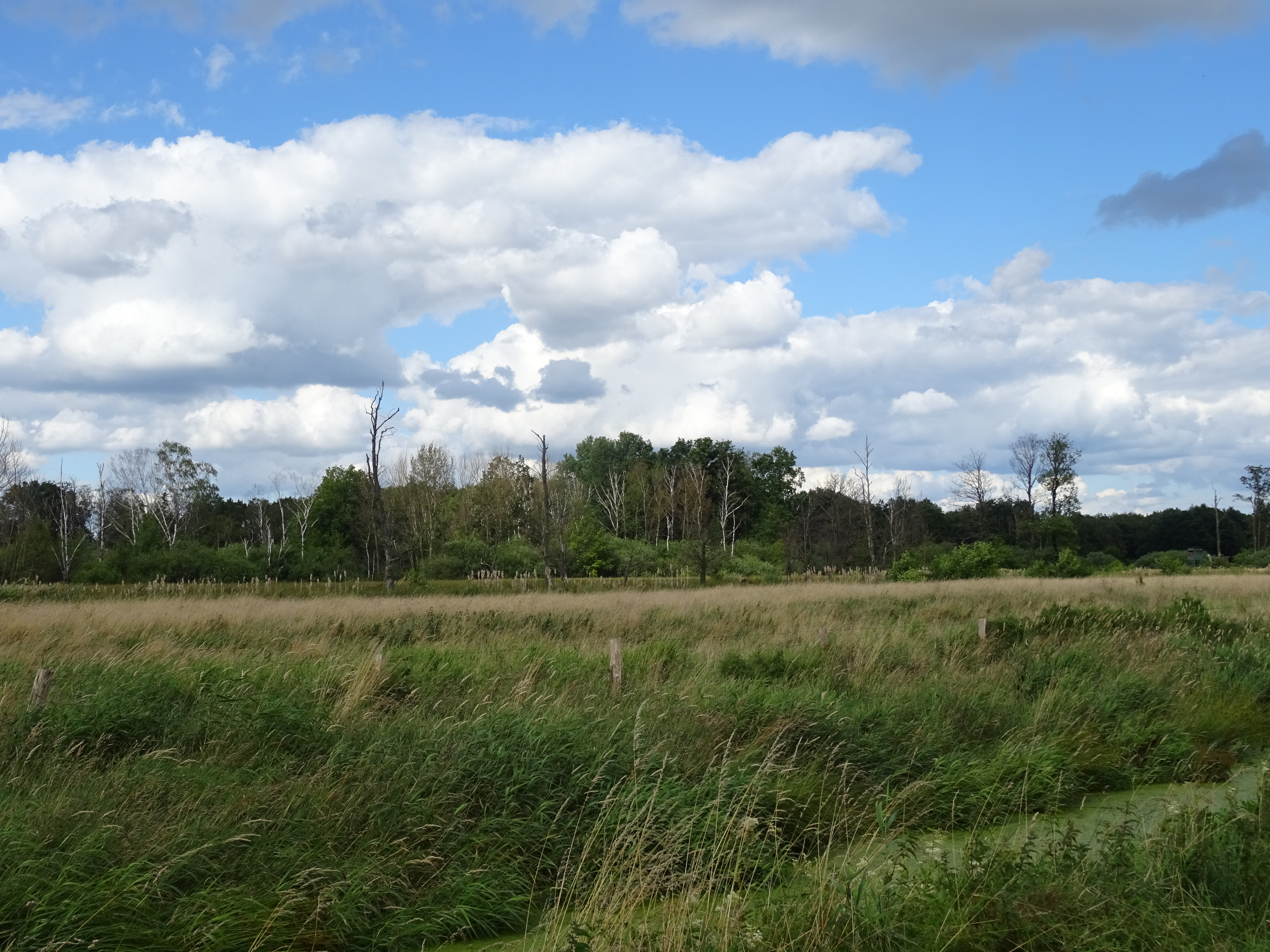
Hagenburger Moor

Im Süden gehen die Niedermoorböden landseitig in das Hagenburger Moor, ein weitgehend entwässertes Hochmoor, über. Kleinflächig sind noch naturnahe Hochmoorreste zu finden, ein Großteil des Moores wird aber von Moorwäldern eingenommen. Das Hagenburger Moor wird nach Osten vom Hagenburger Kanal begrenzt. Dieser ist nicht Bestandteil des Naturschutzgebietes. Östlich des Hagenburger Kanals sind mit den Moorwiesen nasse bis feuchte Röhricht- und Grünlandbereiche in das Naturschutzgebiet einbezogen, an die sich zum Steinhuder Meer hin wiederum ein Saum aus Bruchwäldern anschließt. Stellenweise sind in die Grünländer kleine Stillgewässer und Gehölzgruppen eingestreut.
In den Stillgewässern siedelt eine teilweise dichte Schwimmblatt- und Wasservegetation, die unter anderem aus Gelber Teichrose und Froschbiss gebildet wird. In den Grünländern sind unter anderem Sumpfdotterblume und Wassergreiskraut zu finden, in Sümpfen siedeln beispielsweise Drachenwurz und Fadenbinse. Im Hagenburger Moor kommen zahlreiche Torfmoose vor. Außerdem ist hier ein einzelnes Vorkommen der in Niedersachsen stark gefährdeten Binsenschneide zu finden.
Das Naturschutzgebiet bietet zahlreichen an Feuchtgebiete und Wasserlebensräume gebundene Vogelarten einen geeigneten Lebensraum. So sind hier unter anderem die streng geschützten Arten Seeadler und Tüpfelsumpfhuhn heimisch. Außerdem ist das Naturschutzgebiet in Verbindung mit dem Steinhuder Meer ein bedeutendes Rast- und Überwinterungsgebiet für Zugvögel. So hat es beispielsweise besondere Bedeutung für Silberreiher, Löffelente, Krickente, Gänsesäger, Zwergsäger und Haubentaucher. Die Stillgewässer im Naturschutzgebiet sind Lebensraum verschiedener Amphibien, darunter Moorfrosch, Laubfrosch und Kammmolch. In den Gewässern sind außerdem Schlammpeitzger und Steinbeißer heimisch. Weiterhin ist das Naturschutzgebiet Lebensraum für Fischotter und den wieder angesiedelten Europäischen Nerz.
Das Naturschutzgebiet ist größtenteils frei von öffentlich zugänglichen Wegen. Ausnahmen bildet ein Abschnitt des Rundweges um das Steinhuder Meer in den Moorwiesen mit zwei Aussichtspunkten sowie ein Weg im Meerbruch, an dem sich drei Beobachtungshütten für die Naturbeobachtung und der Winzlarer Aussichtsturm mit Blick über das Steinhuder Meer befinden. Im Westen verläuft ein Abschnitt des Rundweges zwischen den Naturschutzgebieten „Westufer Steinhuder Meer“ und „Meerbruchswiesen“.